# Fred O'Connor
Frederick Edward O'Connor, detto Fred (Lynn, 4 aprile 1902 – 1952), è stato un calciatore statunitense, di ruolo centrocampista.

## Carriera

### Nazionale
Ha partecipato alle Olimpiadi del 1924.